# Heterorachis mozambica
Heterorachis mozambica là một loài bướm đêm trong họ Geometridae.